# NGC 7125
NGC 7125 est une vaste galaxie spirale intermédiaire située dans la constellation de l'Indien. Sa vitesse par rapport au fond diffus cosmologique est de 3 019 ± 9 km/s, ce qui correspond à une distance de Hubble de 44,5 ± 3,1 Mpc (∼145 millions d'al). NGC 7125 a été découverte par l'astronome britannique John Herschel en 1835.

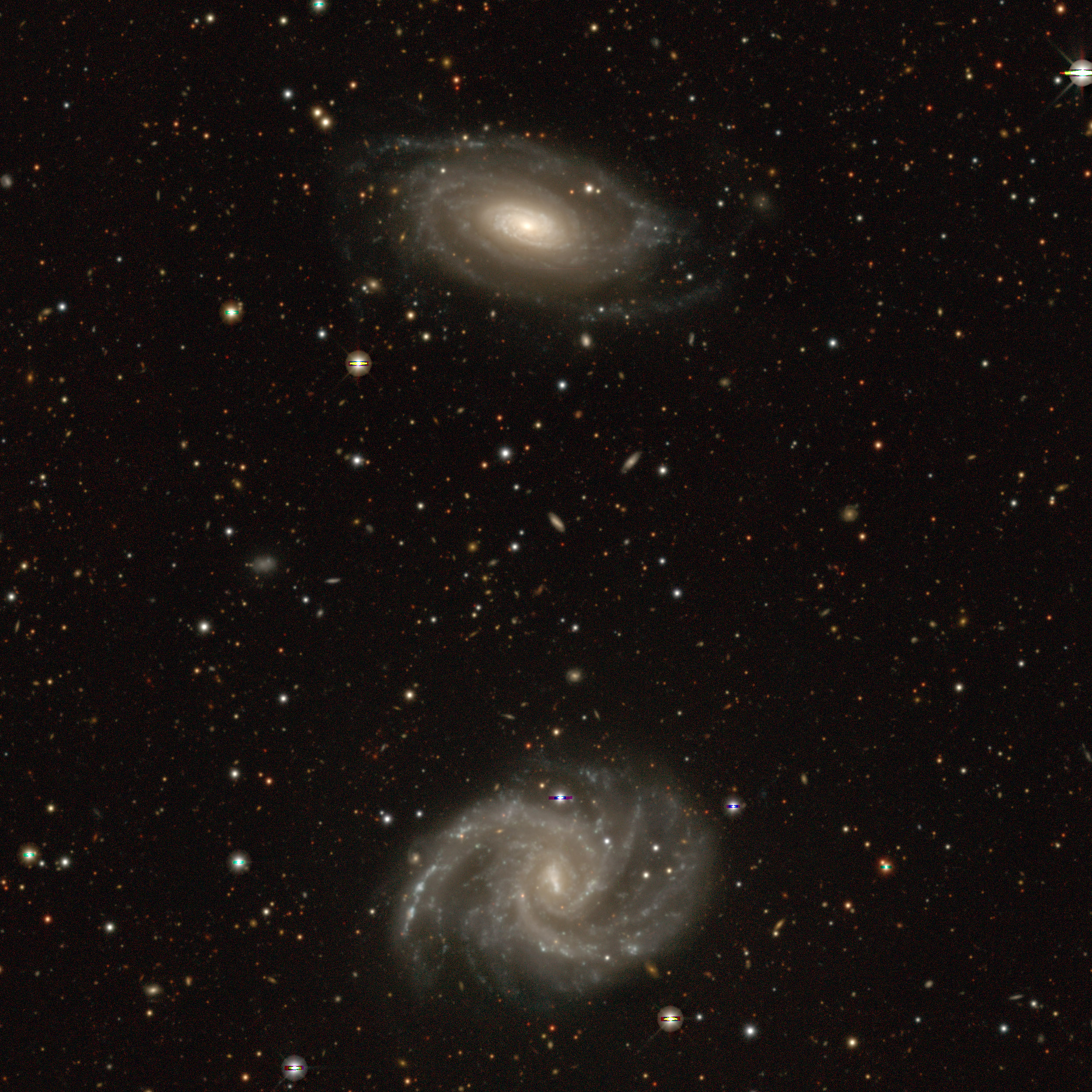
La paire de galaxies NGC 7125 et NGC 7126 (au nord) par le groupe «Legacy Surveys DR10 ».

En raison d'une brillance de surface égale à 14,40 mag/am2, on peut qualifier NGC 7125 de galaxie à faible brillance de surface (LSB en anglais pour low surface brightness). Les galaxies LSB sont des galaxies diffuses (D) avec une brillance de surface inférieure de moins d'une magnitude à celle du ciel nocturne ambiant.
La classe de luminosité de NGC 7125 est III et elle présente une large raie HI.
À ce jour, quatre mesures non basées sur le décalage vers le rouge (redshift) donnent une distance de 51,600 ± 8,852 Mpc (∼168 millions d'al), ce qui est à l'intérieur des valeurs de la distance de Hubble. Notons cependant que c'est avec la valeur moyenne des mesures indépendantes, lorsqu'elles existent, que la base de données NASA/IPAC calcule le diamètre d'une galaxie et qu'en conséquence le diamètre de NGC 7125 pourrait être d'environ 45,3 kpc (∼148 000 al) si on utilisait la distance de Hubble pour le calculer.
Selon Soares et ses collègues, NGC 7125 et NGC 7126 forment une paire de galaxies. La distance de Hubble de NGC 7126 est de 42,1 ± 3,0 Mpc (∼137 millions d'al), ce qui confirme que les deux galaxies sont rapprochées et qu'elles forment probablement une paire réelle. La base de données Simbad mentionne aussi que NGC 7125 fait par d'une paire de galaxies.

## Supernova
La supernova SN 2012du a été découverte dans NGC 7125 le 30 mai 2012 par l'astronome amateur néo-zélandais Stuart Parker, l'un membres du groupe BOSS (BOSS-Backyard Observatory Supernova Search). Cette supernova était de type II et sa magnitude au moment de sa découverte était de 15,3.